# 伊央里直加
伊央里 直加（いおり なおか、1970年〈昭和45年〉5月9日 - ）は、日本の元女優、元宝塚歌劇団男役スター。旧芸名は、伊織 直加（読みは同じ）。

## 略歴
大阪府和泉市出身。国立大阪教育大学附属天王寺中学校・附属高等学校天王寺校舎出身（附中37期・附高31期生）。
小学校高学年からバレエを、中学時代からジャズダンスを習っていた。附属高校1年修了時、ミュージカルダンサーを志し一般のオーディション感覚で宝塚音楽学校を受験した。
1989年（平成元年）、宝塚歌劇団に首席入団。第75期生、同期は元星組トップスターの湖月わたる、元月組副組長の嘉月絵理、振付家のAYAKO（当時は宝樹彩）、現専科の美穂圭子など。この当時の芸名は伊織直加（読みは同じ）。若手スターの激戦区だった花組に配属された。

### 年譜
- 1994年（平成6年）、英国ロンドン公演のメンバーに選抜される。
- 1995年、『エデンの東』で新人公演初主演を果たす。
- 1998年、『Endless Love』にてバウホール単独初主演を果たす。
- 2000年、専科へ異動。
- 2003年、宙組公演「傭兵ピエール・満天星大夜総会-STARDUST PARTY-」で退団。在団中は泉州銀行CMキャラクターを務めていた。退団後は女優に転進。舞台を中心に活躍。
- 2005年10月25日、芸名を伊央里直加に改名した。
- 2006年、ヨーガの指導員資格を取得。都内のスタジオなどで教えている。
- 2007年12月5日、米国籍の一般人男性と入籍。（翌年4月挙式にあたり公表）
- 2008年4月29日、都内で製薬会社勤務の米国人男性と挙式。
- 2009年1月30日、長女出産。
- 2011年7月30日、『gratitude〜Endless Love〜』の公演をもって芸能界を引退し、アトリエ・ダンカンより除籍。以後は、夫の母国である米国に移住。

## 宝塚時代の主な舞台

### 花組時代
- 1990年9月、『秋…冬への前奏曲』新人公演：カレル（本役：香寿たつき）／『ザ・ショーケース』
- 1991年1月、『春の風を君に…』新人公演：毛鼠（本役：真琴つばさ）／『ザ・フラッシュ』
- 1991年2月、『小さな花がひらいた』（バウ・東京特別）又
- 1991年6月、『ヴェネチアの紋章』新人公演：エンリコ（本役：夏城令）／『ジャンクション24』
- 1991年8月、『ディーン』（バウ・東京特別）サル・ミネオ
- 1992年2月、『白扇花集』／『スパルタカス』新人公演：パオロ（本役：真琴つばさ）
- 1992年4月、『小さな花がひらいた』又／『ジャンクション24』（全国ツアー）
- 1992年8月、『心の旅路』新人公演：リチャード（本役：愛華みれ）／『ファンシー・タッチ』
- 1992年10月、『フラワー・ドラム・ソング』（バウ）ワン・サン
- 1993年2月、『メランコリック・ジゴロ』新人公演：ロジェ（本役：宝樹芽里）／『ラ・ノーバ』
- 1993年4月、『ル・グラン・モーヌ -失われし日々-』（バウ）フランツ
- 1993年8月、『ベイ・シティ・ブルース』新人公演：ファルコ（本役：紫吹淳）／『イッツ・ア・ラブストーリー』
- 1994年2月、『サラン・愛 -ムグンファの花に包まれて-』（バウ）柳君正
- 1994年3月、『ブラック・ジャック 危険な賭け』新人公演：ケイン（本役：真矢みき）／『火の鳥』
- 1994年7月、『花幻抄』／『扉のこちら』／『ミリオン・ドリームズ』（ロンドン）
- 1994年8月、『ライド・オン』（バウ）
- 1994年9月、『冬の嵐、ペテルブルグに死す』新人公演：アンドレ・エレツキーイ伯爵（本役：真矢みき）／『ハイパー・ステージ!』
- 1995年1月、『哀しみのコルドバ』マリオ、新人公演（東宝）：リカルド・ロメロ（本役：真矢みき）[注釈 1]／『メガ・ヴィジョン -はてしなき幻想-』
- 1995年6月、『エデンの東』新人公演：キャル（本役：真矢みき）／『ダンディズム!』 ＊新人公演初主演
- 1995年9月、『チャンピオン! -蘇る伝説-』（バウ・東京特別）フリオ・ディアス
- 1996年1月、『花は花なり』／『ハイペリオン』タナトス 他、新人公演：ハオペリオン／ドラキュラ他（本役：真矢みき） ＊新人公演主演
- 1996年6月、『ハウ・トゥー・サクシード -努力しないで出世する方法-』タッカベリ
- 1996年9月、『エデンの東』リー／『ダンディズム!』（全国ツアー）
- 1996年12月、『香港夜想曲』（バウ）トニー
- 1997年2月、『失われた楽園 -ハリウッド・バビロン-』マイク・テイラー／『サザンクロス・レビュー』
- 1997年4月、『君に恋してラビリンス!』（バウ）オービット
- 1997年8月、『ザッツ・レビュー』（大劇場公演のみ）嵐梅之輔
- 1997年10月、『白い朝』（バウ）さぶ
- 1998年5月、『SPEAKEASY -風の街の純情な悪党たち-』チャールズ・ランディ／『スナイパー -恋の狙撃者-』
- 1998年10月、『Endless Love -永遠の愛-』（バウ・名古屋特別・東京特別）バシーム／マーク ＊バウホール公演初主演
- 1999年1月、『夜明けの序曲』櫛引弓人
- 1999年8月、『タンゴ・アルゼンチーノ』ジャン／『ザ・レビュー 99』
- 2000年4月、『源氏物語 あさきゆめみし』柏木／『ザ・ビューティーズ!』
- 2000年11月、『〜愛と孤独の果てに〜 ルードヴィヒII世』ディルクハイム伯爵／『Asian Sunrise』

### 専科時代
- 2001年8月、『大海賊 -復讐のカリブ海-』キッド／『ジャズマニア』（月組）
- 2001年11月、『カステル・ミラージュ -消えない蜃気楼-』アントニオ （宙組）
- 2002年10月、『Switch -75thコラボレーション-』（バウ）
- 2003年2月、『傭兵ピエール』トマ／『満天星大夜總会』（宙組） ＊退団公演[3]

## 宝塚退団後の主な活動

### 舞台
2003年　
「キス・ミー・ケイト」東宝ミュージカル(大阪梅田コマ劇場)
「砂の戦士たち」(サンシャイン劇場)
「ラブ・レターズ」(パルコ劇場)
2004年
「Shocking SHOCK」(帝国劇場)
「浅間」(サンシャイン劇場)
「喝采」(帝国劇場)
レ・ミエンレビュー「MY MIRAGE II」(東京厚生年金会館)
2005年
「おんなたちの同窓会」(名鉄ホール)
「最悪な人生のためのガイドブック」(パルコ劇場・シアター・ドラマシティ)
「夏の夜のロミオとジュリエット」(天王洲アートスフィア)
2006年
「しあわせのつぼ」(東京・大阪・愛知・新潟・福岡)
2007年
「阿国」（東京・新橋演舞場、京都・京都南座）
「DREAM BOYS」代役出演 （東京・帝国劇場）
2008年
「DREAM BOYS」出演 （大阪・梅田芸術劇場メインホール）
「Welcome to Jubilee V〜Special Dream〜」（築地本願寺ブディストホール、大阪住吉区民センター大ホール）
2010年
「Welcome to Jubilee V II〜Special Moment〜」（築地本願寺ブディストホール）
「Welcome to Jubilee V III〜Special Moment〜」（築地本願寺ブディストホール）
2011年
「Welcome to Jubilee IX〜Legend of Dream〜」（築地本願寺ブディストホール）
「gratitude〜Endless Love〜」（吉祥寺・前進座劇場）

### テレビ
- 第58回NHK紅白歌合戦（NHK）、2007年12月31日（布施明・君は薔薇より美しい）

バックダンサー（伊央里直加・貴城けい・初風緑・風花舞・星奈優里・蘭香レア）

### その他
- 名古屋星が丘三越『あさきゆめみし展』において、伊央里直加トークショー（2006年1月4日）